# Irmgard Arnold
Irmgard Arnold (* 17. Oktober 1919 in Horn, heute Horn-Bad Meinberg; † 31. Januar 2014 in Berlin) war eine deutsche Opernsängerin mit der Stimmlage Sopran.

## Leben
Irmgard Arnold studierte Gesang in München bei A. Bassani. Sie debütierte 1939 an den Bayerischen Landesbühnen München als Briefchristel in der Operette Der Vogelhändler. Bis 1946 war sie am Stadttheater Augsburg als Soubrette engagiert, von 1947 bis 1949 am Opernhaus Halle.
Seit 1950 war sie in Walter Felsensteins Ensemble an der Komischen Oper Berlin eine der profiliertesten seiner Sängerdarstellerinnen und wechselte hier vom Soubrettenfach in das des Koloratursoprans (Violetta Valéry in La traviata) bzw. des dramatischen Soprans. Zu ihren Bühnenrollen an der Komischen Oper gehörten u. a. Musette in La Bohème, Georgette in Der Mantel, Aminta in Die schweigsame Frau, Felice in Die vier Grobiane von Ermanno Wolf-Ferrari sowie die Operettenrollen Diana in Orpheus in der Unterwelt und Gabrielle in Pariser Leben. Im Bereich des zeitgenössischen Musiktheaters übernahm sie die Rolle der Frau in dem Operneinakter Der arme Matrose von Darius Milhaud. 
In Felsensteins Inszenierung der Oper Das schlaue Füchslein von Leoš Janáček spielte und sang Irmgard Arnold die Titelpartie (Premiere 1956). Als letzte Hauptrolle an der Komischen Oper spielte sie bis in die 1980er Jahre neben Rudolf Asmus als Tewje die Golde in Der Fiedler auf dem Dach (Premiere 1971).
Arnold war auch für Hanns Eisler eine Interpretin seiner Lieder; ein Bild in der FF dabei von 1968 zeigt sie und Gerhard Frei gemeinsam mit Hanns Eisler und dessen Bruder Gerhard Eisler.
Sie war die Ehefrau des Bassisten und Kammersängers Gerhard Frei, der gleich ihr von 1950 bis 1954 an der Komischen Oper Berlin tätig war und ab 1954 an die Deutsche Staatsoper Berlin verpflichtet wurde, der er bis 1976 angehörte.
Irmgard Arnold-Frei wurde am 11. März 2014 auf dem Friedhof Rauchfangswerder, Schmöckwitzer Damm beigesetzt.

## Theater
- 1952: Giacomo Puccini: La Bohème (Musette) – Regie: Erich Geiger (Komische Oper Berlin)
- 1956: Richard Strauss: Die schweigsame Frau – Regie: Walter Felsenstein (Komische Oper Berlin)
- 1961: Werner Egk: Peer Gynt (Rothaarige) – Regie: Erich-Alexander Winds (Deutsche Staatsoper Berlin)
- 1964: Bertolt Brecht/Kurt Weill: Aufstieg und Fall der Stadt Mahagonny (Jenny) – Regie: Fritz Bennewitz (Deutsche Staatsoper Berlin)
- 1968: Hans Werner Henze: Der junge Lord (Geschwätzige Dame) – Regie: Joachim Herz (Komische Oper Berlin)

## Filmografie
- 1958: Geschwader Fledermaus (Gesang)
- 1965: Das schlaue Füchslein (Studioaufzeichnung)
- 1973: Ritter Blaubart (Studioaufzeichnung)

## Schallplatten
- Lieder von Hanns Eisler, Opern von Paul Dessau.

## Auszeichnungen
- 1957: Nationalpreis der DDR III. Klasse für die Titelrolle in den Opern Das schlaue Füchslein und Die schweigsame Frau[2]
- 1980: Vaterländischer Verdienstorden in Silber[3]
- 1987: Ehrenmitglied der Komischen Oper Berlin